# San Jerónimo (Kolumbia)
San Jerónimo – miasto w Kolumbii, w departamencie Antioquia.